# هواوي ميت أس
هواوي ميت أس هو هاتف ذكي يعمل بنظام أندرويد طوَّرته هواوي جزءً من سلسلة هواوي ميت .

## مواصفات
يحتوي الهاتف على 3 غيغابايت من ذاكرة الوصول العشوائي، و32 غيغاباي ، و64 غيغاباي ، و128 غيغابايت من الذاكرة الداخلية ويمكن توصيله باستخدام بلوتوث وواي فاي. لديه نظام تحديد المواقع.